# Un voyage
Pour plus de détails, voir Fiche technique et Distribution.
Un voyage est un film français réalisé par Samuel Benchetrit, sorti en 2014.

## Synopsis
Un couple dépose son fils à l'école maternelle un vendredi matin. Sa grand-mère viendra le chercher le soir et le gardera durant tout le week-end car les parents partent en voyage, dans un autre pays...

## Fiche technique
- Titre original : Un voyage
- Réalisation et scénario : Samuel Benchetrit
- Musique : Raphaël
- Photographie : Pierre Aïm
- Montage : Thomas Fernandez
- Production : Alain Bernard et Samuel Benchetrit
- Sociétés de production : Blue Velvet Communications et Jack Stern Productions
- Distribution : ,  Épicentre Films
- Genre : drame
- Durée : 87 minutes[1]
- Pays d'origine :  France
- Langue originale : français
- Format : couleur
- Dates de sortie :
  -  France : 23 avril 2014[1]

## Distribution
- Anna Mouglalis : Mona
- Céline Sallette : Claire
- Maaike Jansen : Babette
- Yann Goven : Daniel
- Vincent Deniard : Policier
- François Feroleto : Pierre
- Frédéric Bocquet : le père de Félix
- Jean-Pierre Althaus : le médecin
- Renaud Berger : le réceptionniste d'hôtel